# Синій птах (фільм, 1940)
Синій птах (англ. The Blue Bird) — американська сімейна драма режисера Волтера Ленга 1940 року.

## Сюжет
Історія, заснована на німецьких казках, як брат й сестра шукають Синю птицю для виконання свого бажання і потрапляють в різні місця та часи.

## У ролях
- Ширлі Темпл — Мітіл
- Спрінг Баїнтон — Маммі Тіл
- Найджел Брюс — містер Луксурі
- Гейл Сондергаард — Тайлетт
- Едді Коллінз — Тайлі
- Сібіл Джейсон — Анджела Берлінгот
- Джессі Ральф — Фея Берілейн
- Хелен Еріксон — Світло
- Джонні Расселл — Тілтіл
- Лаура Хоуп Крюс — місіс Луксурі